# Wybory prezydenckie w Rosji w 2008 roku
Wybory prezydenckie w Rosji odbyły się 2 marca 2008 roku. Gdyby doszło do drugiej tury, odbyłaby się ona 16 marca 2008 roku. Według oficjalnych wyników Centralnej Komisji Wyborczej, wybory wygrał Dmitrij Miedwiediew zdobywając 70,28% głosów.

## Wyłanianie kandydatów

### Ugrupowania prokremlowskie
Zgodnie z konstytucją urzędujący prezydent Federacji Rosyjskiej Władimir Putin nie mógł się ubiegać o trzecią kadencję z rzędu.
W listopadzie 2005 roku prezydent Putin nominował na stanowiska wicepremierów dwóch swoich najbliższych współpracowników: ówczesnego szefa swojej administracji Dmitrija Miedwiediewa oraz ministra obrony Siergieja Iwanowa. Zostało to odebrane jako początek wybierania „następcy Putina”.
Oficjalnie 10 grudnia 2007 cztery prokremlowskie partie: Jedna Rosja, Sprawiedliwa Rosja, Agrarna Partia Rosji i Siła Obywatelska przedstawiły Putinowi Dmitrija Miedwiediewa jako kandydata na urząd prezydenta (faktycznie to sam Putin wybrał swojego następcę lub czasowego zastępcę). Putin poparł jego kandydaturę.

### Ugrupowania komunistyczne

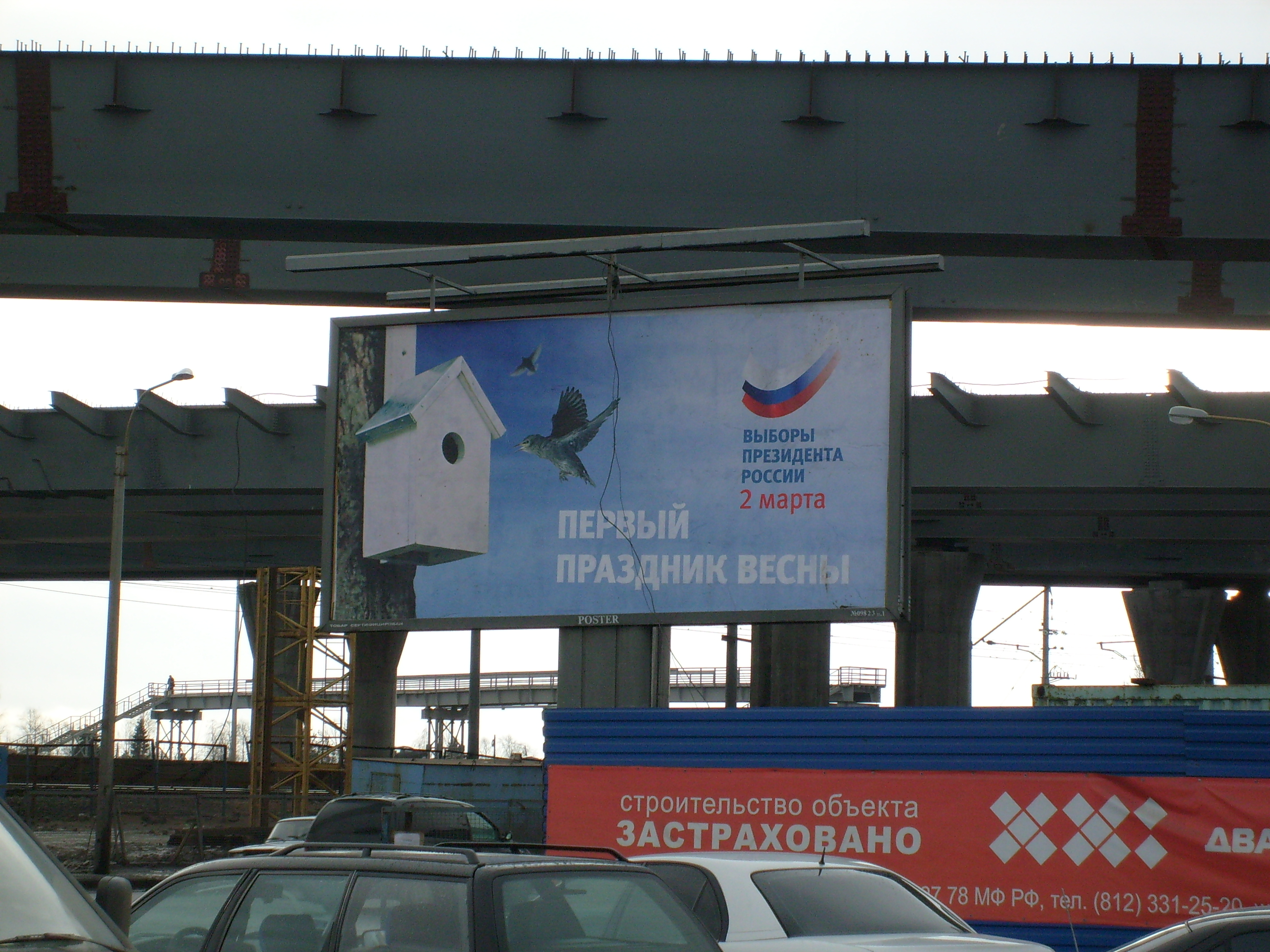
Plakat wyborczy

Partia komunistyczna wystawiła swojego partyjnego lidera Giennadija Ziuganowa, który już startował w wyborach prezydenckich w 1996 i w 2000 roku.

### Inni
Partie skrajnie prawicowe reprezentowanie w parlamencie zgłosiły kandydaturę swojego lidera Władimira Żyrinowskiego.
Jedynym kandydatem który przeprowadził proces rejestracji swojej kandydatury w Centralnej Komisji Wyborczej był Andriej Bogdanow.
O swoim zamiarze wystartowania poinformował również były mistrz świata w szachach Garri Kasparow, który przewodzi opozycyjnej wobec Kremla Innej Rosji. 12 grudnia 2007 ogłosił jednak, że wycofuje się decyzji o kandydowaniu.
Zamiar kandydowania ogłosił także były premier Michaił Kasjanow, jednak nie został on zarejestrowany przez Centralną Komisję Wyborczą.
W efekcie do wyborów przystąpili kandydaci akceptowani przez Kreml.

## Oficjalni kandydaci
| Kandydat            | Data rejestracji | Stanowisko                                                                      |
| ------------------- | ---------------- | ------------------------------------------------------------------------------- |
| Andriej Bogdanow    | 24 stycznia 2008 | lider Demokratycznej Partii Rosji                                               |
| Władimir Żyrinowski | 26 grudnia 2007  | wiceprzewodniczący Dumy Państwowej, lider Liberalno-Demokratycznej Partii Rosji |
| Giennadij Ziuganow  | 26 grudnia 2007  | lider Komunistycznej Partii Federacji Rosyjskiej                                |
| Dmitrij Miedwiediew | 21 stycznia 2008 | wicepremier Federacji Rosyjskiej                                                |

## Przedwyborcze badania opinii publicznej
Źródło: https://web.archive.org/web/20040823131500/http://www.levada.ru/vybory2008.html
| Preferencje (%)       | Preferencje (%) | Preferencje (%) | Preferencje (%) | Preferencje (%) | Preferencje (%) | Preferencje (%) | Preferencje (%) | Preferencje (%) | Preferencje (%) | Preferencje (%) | Preferencje (%) | Preferencje (%) | Preferencje (%) | Preferencje (%) | Preferencje (%) |
| 2007–2008             | Styczeń         | Luty            | Marzec          | Kwiecień        | Maj             | Czerwiec        | Sierpień        | Wrzesień        | Październik     | Listopad        | Grudzień        | 21–24 grudnia   | Styczeń         | Luty            | Wyniki          |
| --------------------- | --------------- | --------------- | --------------- | --------------- | --------------- | --------------- | --------------- | --------------- | --------------- | --------------- | --------------- | --------------- | --------------- | --------------- | --------------- |
| Siergiej Iwanow       | 21              | 27              | 25              | 31              | 31              | 31              | 36              | 34              | 25              | 25              | 21              | –               | –               |                 |                 |
| Dmitrij Miedwiediew   | 33              | 32              | 31              | 29              | 34              | 27              | 34              | 30              | 26              | 24              | 35              | 79              | 82              | 80              |                 |
| Wiktor Zubkow         | –               | –               | –               | –               | –               | –               | –               | 4               | 19              | 20              | 17              | –               | –               | –               |                 |
| Giennadij Ziuganow    | 14              | 13              | 15              | 17              | 12              | 14              | 12              | 15              | 12              | 15              | 11              | 9               | 9               | 10,5            |                 |
| Władimir Żyrinowski   | 14              | 13              | 14              | 11              | 13              | 14              | 12              | 11              | 13              | 8               | 11              | 9               | 8               | 9               |                 |
| Siergiej Głaziew      | 5               | 5               | 6               | 5               | 3               | 5               | 1               | 4               | 3               | 4               | –               | –               | –               | –               |                 |
| „Kandydat liberalny”* | 11              | 8               | 8               | 6               | 6               | 7               | 3               | 3               | 2               | 4               | 3               | 2               | 1               | –               |                 |
| Dmitrij Rogozin       | 1               | 2               | 4               | 2               | 2               | 2               | 1               | <1              | –               | –               | –               | –               | –               | –               |                 |
| Andriej Bogdanow      | –               | –               | –               | –               | –               | –               | –               | –               | –               | –               | –               | –               | <1              | 0,5             |                 |

| Grudzień 2007    | Siergiej Iwanow     | 44 | ----→ | 56 | Dmitrij Miedwiediew |
| Grudzień 2007    | Siergiej Iwanow     | 58 | ←---- | 42 | Wiktor Zubkow       |
| Grudzień 2007    | Dmitrij Miedwiediew | 63 | ←---- | 37 | Wiktor Zubkow       |
| Listopad 2007    | Siergiej Iwanow     | 53 | ←---- | 47 | Dmitrij Miedwiediew |
| Listopad 2007    | Siergiej Iwanow     | 57 | ←---- | 43 | Wiktor Zubkow       |
| Listopad 2007    | Dmitrij Miedwiediew | 57 | ←---- | 43 | Wiktor Zubkow       |
| Październik 2007 | Siergiej Iwanow     | 53 | ←---- | 47 | Dmitrij Miedwiediew |
| Październik 2007 | Siergiej Iwanow     | 59 | ←---- | 41 | Wiktor Zubkow       |
| Październik 2007 | Dmitrij Miedwiediew | 56 | ←---- | 44 | Wiktor Zubkow       |
| Wrzesień 2007    | Siergiej Iwanow     | 59 | ←---- | 41 | Dmitrij Miedwiediew |
| Sierpień 2007    | Siergiej Iwanow     | 54 | ←---- | 46 | Dmitrij Miedwiediew |
| Czerwiec 2007    | Siergiej Iwanow     | 55 | ←---- | 46 | Dmitrij Miedwiediew |
| Maj 2007         | Siergiej Iwanow     | 49 | ----→ | 51 | Dmitrij Miedwiediew |
| Kwiecień 2007    | Siergiej Iwanow     | 55 | ←---- | 45 | Dmitrij Miedwiediew |
| Marzec 2007      | Siergiej Iwanow     | 52 | ←---- | 48 | Dmitrij Miedwiediew |
| Luty 2007        | Siergiej Iwanow     | 48 | ----→ | 52 | Dmitrij Miedwiediew |
| Styczeń 2007     | Siergiej Iwanow     | 46 | ----→ | 54 | Dmitrij Miedwiediew |

## Oficjalne wyniki
|  |

|  |

|  |

|  |

## Obserwatorzy wyborczy
Centralna Komisja Wyborcza akredytowała ok. 400 obserwatorów wyborczych z zagranicy, czyli o połowę mniej niż w poprzednich wyborach w 2004 roku. Zarówno Zgromadzenie Parlamentarne OBWE, jak i Biuro Instytucji Demokratycznych i Ochrony Praw Człowieka OBWE (ODIHR) zrezygnowały z obserwowania wyborów z powodu ograniczeń stawianych przez stronę rosyjską oraz utrudnień, polegających na przykład na opóźnieniu wystawiania wiz dla obserwatorów. Wybory obserwowała grupa obserwatorów wyborczych Wspólnoty Niepodległych Państw. Grupa nie stwierdziła nieprawidłowości w przebiegu wyborów i uznała je za wolne, i prowadzone w przejrzysty sposób, w zgodzie z prawem rosyjskim i standardami międzynarodowymi.